# Need for Speed: World
A Need for Speed: World egy MMO (Massively Multiplayer Online) autóversenyzős játék, mely 2010 nyarán jelent meg.

## Leírás
A játék két elődjén alapul, megkapta a Need for Speed: Most Wanted és a Need for Speed: Carbon bejárható területét, mindezt a mai kornak megfelelő felújított grafikával. A cél, versenyezzünk akár 8-an együtt egy nyitott világban és legyünk a legjobbak. A játék során bebarangolhatjuk az egész területet, és élőben láthatjuk az ellenfeleket, találkozhatunk, fényképezkedhetünk és versenyezhetünk egymás ellen. A versenyek során az úgynevezett Power-Upok lesznek a segítségünkre, amely több fegyvert tartalmaz, például nitrót, és egyéb segítségeket. A játékban természetesen van tuningolás is, ami teljesítmény és külső tuningra, valamint matricázásra terjed ki. MMO-hoz híven kapunk skilleket, képességeket is, amelyekkel egyre könnyebb dolgunk lehet a játék folyamán. A játékmódokat illetően egyelőre csak körverseny, sprint, üldözések, illetve úgy nevezett Photo Eventek vannak. Utóbbiak remek kikapcsolódási helyek, ahol a haverokkal trükközhetünk az autónkkal, s mindezt képeken rögzíthetjük is.
Az EA 2015. április 15-én bejelentette, hogy a játék 2015. július 14-én megszűnik. A szervereket aznap végleg lekapcsolták, a játék már nem elérhető.
A játék bezárása óta többen foglalkoztak a játék újjáélesztésével, ami bizonyos szempontból sikerült is. A projekt a SoapBox Race World névre hallgat.

### Mikrotranzakciós rendszer
A játék mikrotranzakciós rendszeren alapult, azaz ingyenesen letölthető, de egyes tartalmakért fizetnünk kellett.
Kezdetben az ingyenes játék fejlődési szintje 10-nél volt lekorlátozva az elérhető 50 helyett, de ezt 2010 szeptember elején eltörölték. Így csak autók bérléséért, és Power-Up vásárlásért kellett fizetni, a játék pénzével, a SpeedBoost-al. 5, 10, 20 40 és 100 euróért vehettünk 1500, 3500, 8000 és 17500 és 50000 SpeedBoost pontot.

## Játékmenet
Adva van egy profil, mely a szerzett tapasztalati pontok (itt rep a nevük) alapján fejlődik 1-től 60-ig, s ahogy lépkedünk a ranglétrán, úgy nyílnak meg az újabb utak, autók és lehetőségek. Az, hogy mennyi repet szerzünk, attól függ, milyen helyezéseket érünk el az online megmérettetéseken, vagyis nagyjából a játékra fordított idő függvényében leszünk egyre jobbak és elismertebbek a World világában.

### Versenytípusok

#### Felfedezés
Gyakorlatilag nem igazi versenytípus, csak egyszerűen barangolhatunk, felfedezhetjük a várost. A városban összefuthatunk valós játékosokkal, bár szellemként suhanhatunk át rajtuk, rendőrökkel és civil forgalommal (bár ebből kimaradtak a Most Wanted-ből ismerős kamionok). A játék lényegi részét – vagyis a versenyzést – is ebből a módból indíthatjuk. Versenyeket kereshetünk a Térkép (Map) segítségével vagy megkereshetjük a világban barangolva. Amint kiválasztottunk egy versenyt, eldönthetjük, hogy gépi vagy emberi ellenfelekkel, esetleg egy előre kiválasztott játékossal szeretnénk megmérkőzni. A gépi játékosok mindig nyolcan vannak, míg multiplayer versenyen az érdeklődés függvényében kevesebben is lehetnek. 

#### Gyémánt gyűjtés
A játékban lehetőségünk van gyémántokat is gyűjteni. Minden nap, a rendszer a pálya egy véletlenszerűen kiválasztott pontján elhelyez 15 darab gyémántot, amelyet a játékosok összegyűjthetnek. Ha sikerül megtalálnunk az összeset, a szintünktől függetlenül részesedünk pénz és hírnév és fordíthatunk egy kártyát. Minél régebb óta gyűjtjük a gyémántokat annál jobb ajándékot szerezhetünk.

#### Sprint
Egyszerű szakaszverseny: a cél elsőként eljutni a startból a célig. A futam végét százalékkal jelzi előre. 

#### Körverseny
Egyszerű körverseny, a két-három kört elsőnek teljesítő nyeri a futamot. 

#### Üldözés
A térképen megadott pontokon indíthatunk egyszemélyes üldözést. A célunk minél hamarabb lehagyni (lerázni) a rendőröket, míg az ő céljuk a megállításunk. Legkönnyebben lehagyni őket nagy sebességgel, gyakori irányváltoztatásokkal, elhagyatott területeken elbújással és Speed Breaker (pályán lévő objektum, építmény, ami lerombolásával megállíthatjuk a minket követőket) használatával lehet. Könnyítésképp nem került be (még) a "mindent látó" rendőrségi helikopter, ami elől a Most Wanted-ben igen nehéz volt eltűnni. Amint kikerültünk a rendőr látóteréből, egy Cooltime-nak nevezett idő alatt el kell bújnunk. Ha lejárt az idő vége lesz az Üldözés módnak, kapunk egy rövid értékelést, a teljesítményünk arányában jutalmat, majd visszakerülünk Felfedezés módba. 

### Power Up-lista[2]
Egy verseny során egy gombnyomás alatt aktiválhatjuk a Power Up-okat. Egy aktiválás után néhány másodpercig várni kell, amíg feltöltődik az adott Power Up. Power Up-okat a versenyek végén választható "szerencsekártyákból" és SpeedBoost felhasználásával (100 SB-ért vehetünk 15 darab Power Up-ot) szerezhetünk. A garázsban valamint a versenyek előtt használható Power Up konzol segítségével úgy állítjuk be a gombokat és a slotokat, ahogy akarjuk. Természetesen két kikötéssel: egy versenytípushoz egyszerre csak négy Power Up választható, valamint néhány Power Up nem használható minden versenytípushoz. A jelenlegi Power Up-okat az alábbi táblázat sorolja fel:
| Kép | Angol név        | Magyar név (nem hivatalos) | Hatás | Használható módok                       |
| --- | ---------------- | -------------------------- | --- | --------------------------------------- |
|     | Nitrous          | Nitró                      | Ideiglenes extra löketet és sebességet ad a kocsinak.                                                                            | Felfedezés, Sprint, Körverseny, Üldözés |
|     | Traffic Magnet   | Forgalom mágnes            | Az első helyen lévő játékost "megtámadják" (elévágnak, ütköznek) a civil autók.                                                  | Sprint, Körverseny                      |
|     | One More Lap     | Még egy kör                | Körversenyben az alap 2-3 körhöz hozzáadhatunk még egyet, lehetőséget kapva még több előzésre.                                   | Körverseny                              |
|     | Emergency Evade  | Vészhelyzeti menekülés     | Üldözés módban a minket körbezáró rendőrautókat ellökhetjük lehetőséget kapva az elmenekülésre.                                  | Üldözés                                 |
|     | Run Flats        | Lapos gumi                 | Szöges útzáron áthaladva a kilyukadt kerekeinket felpumpálhatjuk.                                                                | Üldözés                                 |
|     | Instant Cooldown | Gyors megnyugvás           | Ha leráztuk a rendőröket, de még keresnek, ezzel szinte azonnal megszüntethetjük a körözést.                                     | Üldözés                                 |
|     | Juggernaut       | Kolosszus                  | Autónkból páncélozott "tankot" csinálhatunk amivel könnyedén áthajthatunk útzárakon, ellökhetjük akár a szembejövő forgalmat is. | Felfedezés, Sprint, Körverseny, Üldözés |
|     | Shield           | Pajzs                      | Blokkolja a célzott Power Up-okat, mint például Traffic Magnet-et.                                                               | Sprint, Körverseny                      |
|     | Ready            | Kész!                      | Eltörli a várakozási időt az elhasznált, töltődő Power Up-okról.                                                                 | Felfedezés, Sprint, Körverseny, Üldözés |
|     | Slingshot        | Parittya/Csúzli            | Megkönnyíti az előzést extra gyorsulással, ha egy másik játékos mögött haladunk.                                                 | Sprint, Körverseny                      |

### Irányítás[3]
A játékban nem lehetett átállítani a billentyűzet-kiosztást, csak a fejlesztők által meghatározott, alapértelmezett gombokat használhattuk.
| Hatás                      | Billentyű     | Billentyű     | Billentyű     | Billentyű |
| -------------------------- | ------------- | ------------- | ------------- | --------- |
| Hatás                      | Számbillentyű | Nyílbillentyű | Betű és egyéb | Numerikus |
| Gyorsítás                  | -             | Fel           | W             | -         |
| Balra kanyarodás           | -             | Bal           | A             | -         |
| Jobbra kanyarodás          | -             | Jobb          | D             | -         |
| Lassítás/fék és Hátramenet | -             | Le            | S             | -         |
| Kézifék                    | -             | -             | Szóköz        | -         |
| Kocsi visszaállítása       | -             | -             | Backspace     | -         |
| 1. Power up                | 1             | -             | -             | 8         |
| 2. Power up                | 2             | -             | -             | 4         |
| 3. Power up                | 3             | -             | -             | 6         |
| 4. Power up                | 4             | -             | -             | 2         |
| Térkép                     | -             | -             | M             | -         |
| Kamera                     | -             | -             | C             | -         |
| Hátranézés                 | -             | -             | E             | -         |
| Hírek                      | -             | -             | N             | -         |
| Garázs                     | -             | -             | H             | -         |
| Barát lista                | -             | -             | O             | -         |
| Profil infó                | -             | -             | U             | -         |
| Többjátékos verseny        | -             | -             | [ (Ang.)      | -         |
| Egyjátékos verseny         | -             | -             | [ (Ang.)      | -         |
| Verseny menü               | -             | -             | \ (Ang.)      | -         |
| Segítség (Help) menü       | -             | -             | -             | +         |
| Chat                       | -             | -             | Enter         | -         |
| Főmenü                     | -             | -             | Esc           | -         |
| Képernyőmentés             | -             | -             | Print Screen  | -         |

## Tuning
Egy autót kétféleképpen lehet tuningolni.

### Teljesítmény (Performance)
A teljesítménytuningot Performance Shopban érhetjük el. Ahhoz hogy tuningolhassunk, szükségünk lesz tuningalkatrészekre. Ezeket 3-féle módon lehet megszerezni; – Meg lehet vásárolni a Performance Shopban.
- Meg lehet nyerni őket Versenyen és Treasure Hunton.
- Meg lehet találni a Gold Packokban.
6-féle teljesítmény alkatrészt különbözetünk meg.
*Motor (Engine)
*Turbó vagy kompresszor (Forced Inducion)
*Sebváltó (Transmission)
*Felfüggesztés (Suspension)
*Fék (Brakes)
*Gumik (Tires)
Az alkatrészeknek 3 különböző szintjük, és ugyanennyi Típusuk is van.

#### Szintek
*Street: Ezek boltban is megvásárolható alkatrészek, alap tuningot biztosítanak minden autónak.
*Race: Egy kicsivel jobbak mint a Street cuccok, csak nyerni lehet őket, illetve Silver Packban lehet megtalálni. Fejlett tuningot nyújtanak.
*Pro: A legjobb cuccok. Intenzív tuningot nyújtanak minden autónak. Csak nyerés által, illetve Gold Packban lehet megtalálni őket.

#### Típusok
*Improved: Egy teljesen alap, adott gyártó készítette alkatrész.
*Sport: Fejlesztett eszköz, valamivel jobbak, mint az Improved cuccok.
*Tuned: Tuningolt alkatrészek, sokkal jobbak, mint az alapok.
Megjegyzés: Hamarosan érkeznek az Elite és a Custom cuccok, amelyek még fejlettebb alkatrészeket hoznak.

#### Alkatrészek felépítése
Egy alkatrész így épül fel:
Gyártó+Szint+Cucc szintje+Cucc Típusa+Cucc fajtája
Pl. Medion T2 Pro Sport Gumi.

## Játékosok
A Worldöt akkoriban több mint 10.000.000-an játszották, ezzel ez volt a legnépszerűbb MMO-s autóverseny-játék.

## Megszűnés
A Need for Speed World játék 2015. július 21-én megszűnt bevétel hiánya miatt. A megszűnés előtti időt számos event kísérte.